# Lenka Çuko
Lenka Çuko, född den 8 juli 1938 i Lushnja i Albanien, är en albansk kommunistisk politiker.
Lenka Çuko arbetade sig uppåt i det kommunistiska maktcentret. Hon ansågs som kunnig inom lantbruk och fick ansvaret att administrera ett kollektivjordbruk. Hon färdigutbildades 1971 vid högskolan i Tirana. Lenka Çuko var fullvärdig medlem i centralkommittén 1976-1991 och i politbyrån 1981-1990. Efter kommunismens fall anklagades hon för brott mot mänskligheten och dömdes till 15 års fängelse.